# Jock (Ethnophaulismus)
Jock [dʒɒk] ist ein im britischen Englisch scherzhaft bis abwertend gebrauchter Spitzname für Schotten, insbesondere für schottische Matrosen oder Soldaten.

## Geschichte und Gebrauch
Die Bezeichnung leitet sich vom Vornamen Jock ab, einer im schottischen Englisch gebräuchlichen Koseform des Namens John. Auch die entsprechenden Spitz- oder Spottnamen für die Iren („Paddy“) und die Waliser („Taffy“) leiten sich von Vornamen ab, ebenso die Bezeichnung „Tommy“ für einen britischen oder speziell einen englischen Soldaten. Die Belege für den Vornamen Jock reichen Jahrhunderte zurück, als generische Bezeichnung für einen Schotten ist er erst seit dem 19. Jahrhundert gebräuchlich; das Oxford English Dictionary verzeichnet als Erstbeleg ein seemannssprachliches Wörterbuch des Jahres 1867.
„Jock“ bildet mit „Taffy“ „Paddy“ sowie „Tommy“ (allgemein ein britischer Soldat, aber oft auf Engländer eingegrenzt) ein Begriffsquartett, das in der kollektiven Erinnerung der Briten eng mit der Erfahrung des Ersten Weltkriegs verknüpft ist, in dem sich Soldaten und Regimenter aus allen vier Landesteilen des Vereinigten Königreichs gemeinsam in den Schützengräben Flanderns und Frankreichs wiederfanden. Es stand so sinnbildlich für den Einheitsgedanken der britischen Nation, zugleich aber für eine Behauptung der regionalen und ethnischen Eigenarten ihrer konstituierenden Völker. Irland wurde 1922 unabhängig, so dass diese Konnotation heute bei „Paddy“ kaum mehr mitschwingt, doch zumindest „Jock“ und „Taffy“ und „Tommy“ stehen als komplementäre Begriffe auch heute noch für eine Form der Britishness.
„Jock“ wird zumeist liebevoll bis scherzhaft verwendet, kann aber je nach Kontext auch als abwertend und beleidigend, also als Ethnophaulismus, intendiert oder verstanden werden. Eric Partridge warnt davor, das Wort in Hörweite von Schotten auszusprechen. Im Jahr 2009 verklagte ein schottischer Pilot der British Airways seinen Arbeitgeber, da er von seinen Kollegen häufiger als „Jock“ tituliert wurde und dies als rassistische Diskriminierung empfand. Das zuständige Arbeitsgericht in Watford wies die Klage aber ab. In einer im Jahr 2010 veröffentlichten Erhebung zur Wahrnehmung von Ethnophaulismen rangierte „Jock“ mit einem Wert von 4.38 (auf einer Skala von 0 [negativ] bis 10 [positiv]) im Mittelfeld, etwa gleichauf mit „Tommy“ (4.60), zum Vergleich: „Paddy“ erreichte einen Wert von 2.88, „Sauerkraut“ als spöttische Bezeichnung für Deutsche nur einen Wert von 2.80.
Andere, teils veraltete Spottnamen für Schotten sind „Sandy“, „Sawney“ und „Saunders“ (Kurzformen des vor allem in Schottland häufigen Vornamens Alexander), „Kiltie“ (nach dem Kilt, dem schottischen Männerrock), „Mack“ (nach ‚Mac,‘ einem häufigen Namensbestandteil vieler schottischer Familien- und Clan-Namen wie MacDonald oder Mackintosh), sowie „Scotty“ und „Scotchy.“